# 业余爱好
业余爱好（英語：hobby），通常称为爱好，指的是个人对某种事物或活动产生浓厚兴趣，并在闲暇时间参与其中，它具体表现为积极的态度和情绪反应。它也是一种旨在享受而定期参与的活动。爱好可以包括收藏与主题相关的物品和作品、从事创造性和艺术性追求、参与运动或寻找其他娱乐方式。参与爱好可以提高个人在该领域的技能和知识。爱好的种类随着兴趣和时尚的变化而不断更新和丰富，使其多样化和复杂化。社会趋势往往决定了爱好的流行，比如在十九和二十世纪，因为邮寄是主要的通信方式，邮票收集非常流行，而如今因为技术进步，电子游戏更受欢迎。十九世纪的生产和技术进步使得工人有更多休闲时间来从事爱好。因此，人们投入爱好的时间和精力也随着时代的进步而增加。
爱好者可以分为三个子类别：休闲性消遣，即内在有益、短暂、愉快的活动，通常不需要准备；认真性消遣，即系统地追求业余爱好者或志愿者的活动，这些活动有实质性、有益性，并带来成就感；最后是项目性消遣，即一次性、有回报的短期项目。